# Tênis nos Jogos Pan-Americanos de 1987
As competições de tênis nos Jogos Pan-Americanos de 1987 foram realizadas em Indianápolis, Estados Unidos. Foi a nona edição do esporte no evento, que foi disputado para ambos os sexos.

## Medalhistas
Masculino
| Evento           | Ouro                                           | Prata                                           | Bronze                                  |
| ---------------- | ---------------------------------------------- | ----------------------------------------------- | --------------------------------------- |
| Simples detalhes | Fernando Roese BRA Brasil                      | Al Parker USA Estados Unidos                    | Luke Jensen USA Estados Unidos          |
| Simples detalhes | Fernando Roese BRA Brasil                      | Al Parker USA Estados Unidos                    | Pablo Albano ARG Argentina              |
| Duplas detalhes  | Luke Jensen Patrick McEnroe USA Estados Unidos | Agustín Moreno Fernando Pérez Pascal MEX México | Fred Thome Kenneth Thome CRC Costa Rica |
| Duplas detalhes  | Luke Jensen Patrick McEnroe USA Estados Unidos | Agustín Moreno Fernando Pérez Pascal MEX México | Daniel Chávez Fabio Sical GUA Guatemala |

Feminino
| Evento           | Ouro                                     | Prata                                    | Bronze                                      |
| ---------------- | ---------------------------------------- | ---------------------------------------- | ------------------------------------------- |
| Simples detalhes | Gisele Miró BRA Brasil                   | Adriana Isaza COL Colômbia               | María Méndez ARG Argentina                  |
| Simples detalhes | Gisele Miró BRA Brasil                   | Adriana Isaza COL Colômbia               | Patricia Miller URU Uruguai                 |
| Duplas detalhes  | Sonia Hahn Ronni Reis USA Estados Unidos | María Méndez Andrea Tiezzi ARG Argentina | Lucila Becerra Claudia Hernández MEX México |
| Duplas detalhes  | Sonia Hahn Ronni Reis USA Estados Unidos | María Méndez Andrea Tiezzi ARG Argentina | Marilda Juliá Emily Viqueira PUR Porto Rico |

Misto
| Evento          | Ouro                                      | Prata                                    | Bronze                                |
| --------------- | ----------------------------------------- | ---------------------------------------- | ------------------------------------- |
| Duplas detalhes | Lucila Becerra Gilberto Cicero MEX México | Andrea Tiezzi Pablo Albano ARG Argentina | Gisele Miró Fernando Roese BRA Brasil |
| Duplas detalhes | Lucila Becerra Gilberto Cicero MEX México | Andrea Tiezzi Pablo Albano ARG Argentina | Belkis Rodríguez Juan Pino CUB Cuba   |

## Quadro de medalhas
| Ordem | País               | Medalha de ouro | Medalha de prata | Medalha de bronze |    |
| ----- | ------------------ | --------------- | ---------------- | ----------------- | -- |
| 1     | USA Estados Unidos | 2               | 1                | 1                 | 4  |
| 2     | BRA Brasil         | 2               |                  | 1                 | 3  |
| 3     | MEX México         | 1               | 1                | 1                 | 3  |
| 4     | ARG Argentina      |                 | 2                | 2                 | 4  |
| 5     | COL Colômbia       |                 | 1                |                   | 1  |
| 6     | CRC Costa Rica     |                 |                  | 1                 | 1  |
|       | CUB Cuba           |                 |                  | 1                 | 1  |
|       | GUA Guatemala      |                 |                  | 1                 | 1  |
|       | PUR Porto Rico     |                 |                  | 1                 | 1  |
|       | URU Uruguai        |                 |                  | 1                 | 1  |
| TOTAL | TOTAL              | 5               | 5                | 10                | 20 |

## Ligação externa
- Jogos Pan-Americanos de 1987